# موسى حماد
خطأ لوا في mw.text.lua على السطر 25: bad argument #1 to 'match' (string expected, got nil).
موسى حماد (16 فبراير 1976 عمان الأردن - ) هو لاعب كرة قدم أردني، يلعب كمهاجم، لعب 55 مباراة وسجل 6 أهداف.

## مسيرته

### مسيرته مع المنتخبات الوطنية
- 2006 - 2008 لعب مع منتخب الأردن تحت 23 سنة لكرة القدم مباراة.

### مسيرته مع الأندية
- 2005 - 2009 لعب مع نادي الوحدات 8 مباريات.
- 2010 - 2012 لعب مع نادي أهلي صنعاء 26 مباراة سجل خلالها 5 أهداف.
- 2012 - 2012 لعب مع نادي العروبة 20 مباراة سجل خلالها هدف.